# リビトール
リビトール (Ribitol) またはアドニトール (adonitol) は、リボースの還元で生成される、結晶性のペントースアルコールである。天然にはヨウシュフクジュソウに含まれるほか、グラム陽性菌の細胞壁、特に、タイコ酸中のリビトールリン酸として含まれる。リボフラビンやフラビンモノヌクレオチドの化学構造にもなっている。